# Coniopteryx (Xeroconiopteryx) kisi
Coniopteryx (Xeroconiopteryx) kisi is een insect uit de familie van de dwerggaasvliegen (Coniopterygidae), die tot de orde netvleugeligen (Neuroptera) behoort. 
Coniopteryx (Xeroconiopteryx) kisi is voor het eerst wetenschappelijk beschreven door Sziráki in 1994.